# Consolidated TBY
Die Consolidated TBY Sea Wolf war ein Torpedobomber der United States Navy im Zweiten Weltkrieg. Er wurde von dem damals zur United Aircraft Corporation gehörenden Hersteller Chance Vought konstruiert und in einem Prototyp als XTBU-1 gebaut. Aufgrund fehlender Produktionskapazitäten bei Vought wurde der Serienbau jedoch der Consolidated-Vultee Aircraft Corp. übertragen.

## Geschichte

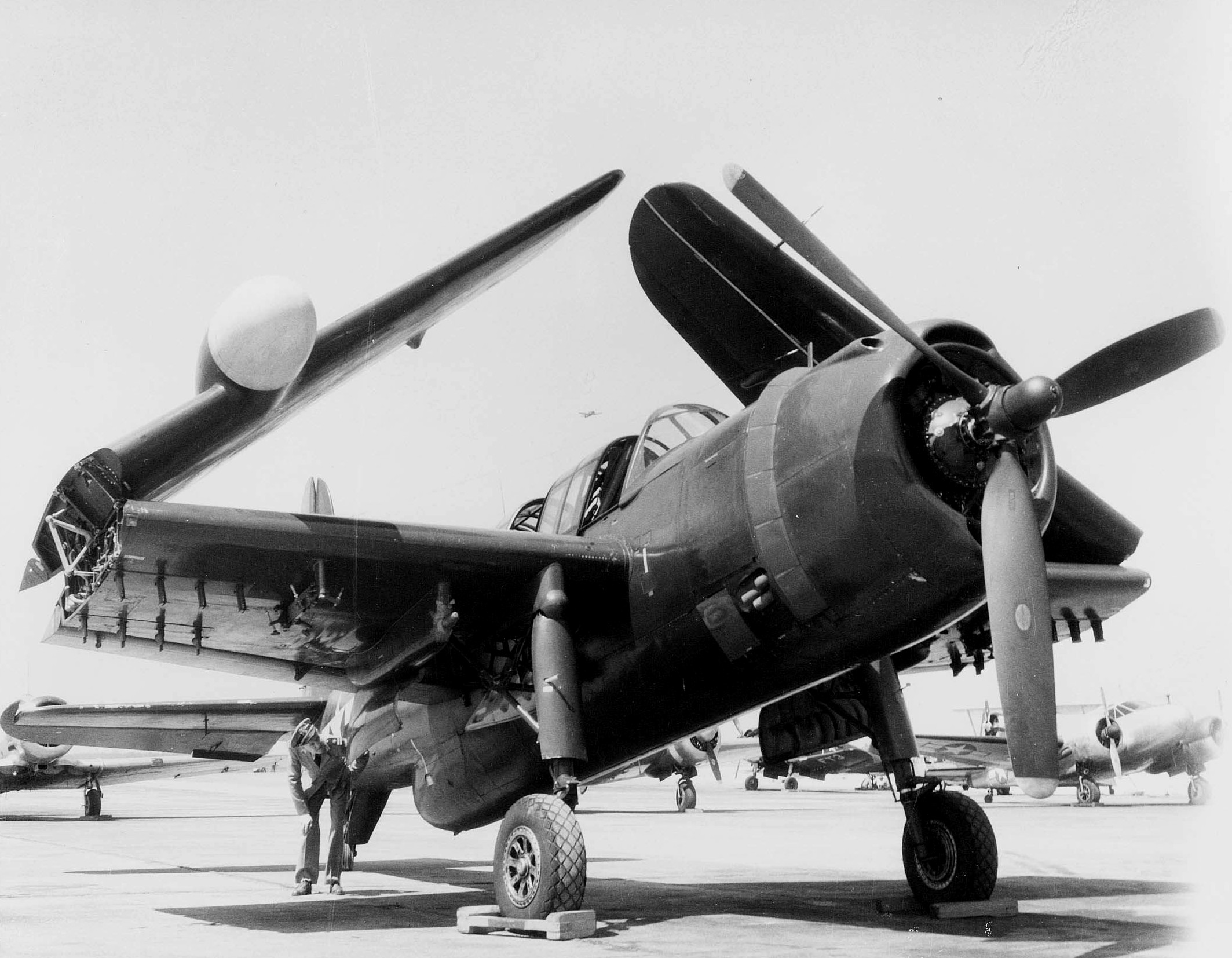
TBY-2 mit beigeklappten Flügeln

Im Jahr 1939 begann die US Navy mit den Planungen für eine massive Vergrößerung ihrer Flugzeugträger-Streitmacht. Hierfür wurden auch Flugzeuge zur Ausrüstung neuer Air Groups gebraucht. Hinzu kam, dass die Douglas TBD, der Standard-Torpedobomber der Navy als veraltet angesehen werden musste. Anfang 1940 hatte das Naval Bureau of Aeronautics (BuAer) die Anforderungen für einen neuen Torpedobomber herausgegeben, für den eine höhere Geschwindigkeit und Nutzlast sowie eine bessere Defensivbewaffnung gefordert wurden. Im April 1940 vergab das BuAer Aufträge an Grumman (XTBF-1) und Vought (XTBU-1) zum Bau von Prototypen.
Die XTBU-1 besaß wie der Grumman-Entwurf eine konstruktive Auslegung als Mitteldecker mit dem Waffenschacht im Rumpf unter der Tragfläche. Sie hatte im Vergleich mit der XTBF-1 einen kleineren Rumpfquerschnitt und eine 10 % geringere Flügelfläche. Der Consolidated-Prototyp flog erstmals am 22. Dezember 1941, sechs Monate nach der XTBF-1. Die Erprobung erbrachte gegenüber der XTBF eine bessere Steigleistung und höhere Geschwindigkeit. wurde seitens der Navy Führung die Avenger favorisiert. Vought besaß wegen der vorrangigen Serienherstellung der F4U Corsair keine Produktionskapazitäten zum Serienbau der TBU. Deshalb wurden die Rechte zum Serienbau von 1100 Flugzeugen als TBY-2 an Consolidated-Vultee übertragen. Die erste Serienmaschine flog im August 1944 und wurde im November 1944 an die Navy übergeben. Verzögerungen durch den Bau einer neuen Fabrik führten dazu, dass bis September 1945 (VJ Day) lediglich 180 TBY-2 hergestellt werden konnten. Die restlichen Maschinen des Bauauftrags, der auch 600 verbesserte TBY-3 umfasste, wurden storniert.
Die TBY-2 ging mit der Navy-Staffel VT-97 im April 1945 in den operationellen Einsatz. Auch andere, nicht näher spezifizierte Einheiten sollen noch mit dem Muster ausgerüstet worden sein. Am 15. November 1946 wurden alle noch verbliebenen Torpedo-Squadrons (VT) in Attack-Squadrons (VA) umbenannt. Zu Einsätzen während des Krieges kam es nie, die letzten Exemplare wurden 1947 ausgemustert.

## Versionen

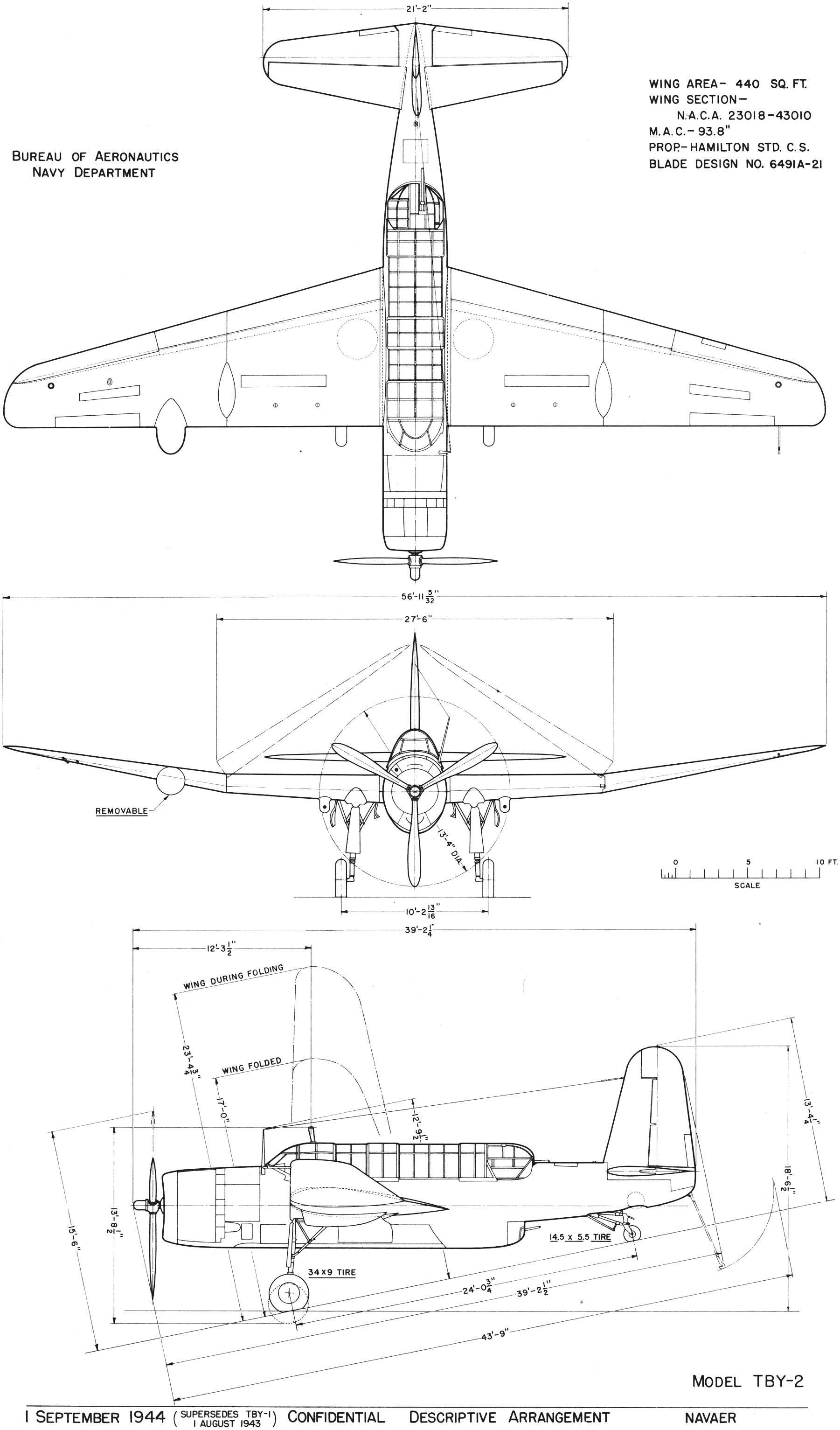
Dreiseitenriss der TBY-2

### XTBU-1
ein Prototyp, angetrieben von einem R-2800-6-Motor.

### TBY-1
geplante Serienausführung der XTBU-1, nicht gebaut.

### TBY-2
Serienvariante, entspricht der TBY-1 mit einem zusätzlichen Radarbehälter unter der Steuerbordtragfläche, angetrieben von einem Pratt & Whitney R-2800-22 Motor, 180 gebaut. Weitere 920 wurden storniert, bevor die Produktion im September 1945 eingestellt wurde.

### TBY-3
Verbesserte Variante der TBY-2, Auftrag über 600 gestrichen im September 1945.
| Version | Bureau Number                       | Anzahl | Bemerkung     |
| XTBU-1  | 2542                                | 1      | Prototyp      |
| TBY-2   | 30299 – 30367, 30369, 30371 – 30480 | 180    | Serienversion |

## Technische Daten
| Kenngröße             | Daten |
| --------------------- | --- |
| Besatzung             | 3 |
| Spannweite            | 17,35 m |
| Länge                 | 11,94 m |
| Höhe                  | 4,72 m |
| Leermasse             | 5278 kg |
| max. Startmasse       | 8591 kg |
| Antrieb               | 18-Zylinder-Sternmotor Pratt & Whitney R-2800-22 Double Wasp |
| Leistung              | 1.600 kW (2.175 PS) |
| Höchstgeschwindigkeit | 502 km/h in 5000 m |
| Marschgeschwindigkeit | 251 km/h |
| Steigrate             | 1770 ft/min, 9 m/s |
| Dienstgipfelhöhe      | 9000 m |
| Einsatzreichweite     | 1650 km |
| Bewaffnung            | 1 × M2 Browning Maschinengewehr 12,7 mm im Bug 2 × 12,7-mm-Maschinengewehre in den Flügeln 1 × 12,7-mm-Maschinengewehr im Heckturm 1 × 7,62 mm (0,3 Zoll) M1919 Browning-Maschinengewehr in der Bauchlafette bis zu 910 kg (2.000 lb) Bombenlast oder ein Torpedo |